# Institut clinique de la Souris
 (décembre 2021).
La mise en forme du texte ne suit pas les recommandations de Wikipédia : il faut le « wikifier ».
Les points d'amélioration suivants sont les cas les plus fréquents. Le détail des points à revoir est peut-être précisé sur la page de discussion.
- Les titres sont pré-formatés par le logiciel. Ils ne sont ni en capitales, ni en gras.
- Le texte ne doit pas être écrit en capitales (les noms de famille non plus), ni en gras, ni en italique, ni en « petit »…
- Le gras n'est utilisé que pour surligner le titre de l'article dans l'introduction, une seule fois.
- L'italique est rarement utilisé : mots en langue étrangère, titres d'œuvres, noms de bateaux, etc.
- Les citations ne sont pas en italique mais en corps de texte normal. Elles sont entourées par des guillemets français : « et ».
- Les listes à puces sont à éviter, des paragraphes rédigés étant largement préférés. Les tableaux sont à réserver à la présentation de données structurées (résultats, etc.).
- Les appels de note de bas de page (petits chiffres en exposant, introduits par l'outil «  Source ») sont à placer entre la fin de phrase et le point final[comme ça].
- Les liens internes (vers d'autres articles de Wikipédia) sont à choisir avec parcimonie. Créez des liens vers des articles approfondissant le sujet. Les termes génériques sans rapport avec le sujet sont à éviter, ainsi que les répétitions de liens vers un même terme.
- Les liens externes sont à placer uniquement dans une section « Liens externes », à la fin de l'article. Ces liens sont à choisir avec parcimonie suivant les règles définies. Si un lien sert de source à l'article, son insertion dans le texte est à faire par les notes de bas de page.
- La présentation des références doit suivre les conventions bibliographiques. Il est recommandé d'utiliser les modèles {{Ouvrage}}, {{Chapitre}}, {{Article}}, {{Lien web}} et/ou {{Bibliographie}}. Le mode d'édition visuel peut mettre en forme automatiquement les références.
- Insérer une infobox (cadre d'informations à droite) n'est pas obligatoire pour parachever la mise en page.

Pour une aide détaillée, merci de consulter Aide:Wikification.
Si vous pensez que ces points ont été résolus, vous pouvez retirer ce bandeau et améliorer la mise en forme d'un autre article.
L’institut clinique de la Souris (ICS, Mouse Clinical Institute en anglais et depuis 2011 appelé également PHENOMIN-ICS), fondé par Pierre Chambon en 2002, est une structure spécialisée dans la recherche translationnelle et la génomique fonctionnelle.
Situé sur le parc d’innovation d'Illkirch (à Illkirch-Graffenstaden dans la communauté urbaine de Strasbourg) en France, elle est avec le Centre de biologie intégrative (CBI) un des deux grands plateaux hébergés à l'Institut de génétique et de biologie moléculaire et cellulaire (IGBMC).
Elle fournit une gamme très complète de services de recherche à la communauté scientifique académique mais également aux acteurs de l’industrie pharmaceutique et de la biotechnologie. Sa mission est également d’épauler la recherche scientifique en biologie en développant de nouveaux outils technologiques, en promouvant la reproductibilité et la standardisation et en organisant des formations pour les chercheurs.
L’ICS est une structure à but non lucratif dont la très grande majorité des employés sont de droit privé appartenant au groupement d’intérêt économique CERBM (Centre européen de recherche en biologie et en médecine). Sous la tutelle de l’Université de Strasbourg, du CNRS et de l’INSERM, l’ICS est dirigé par le Dr Yann Herault.

## Faits marquants
- 2002 : création de l’institut par Pierre Chambon
- 2004 : collaboration avec l'un des principaux groupes pharmaceutiques mondiaux pour la création et l'analyse de modèles précliniques (collaboration toujours active)
- 2008 : création de l’infrastructure nationale multi-espèces CELPHEDIA[1],[2] (Création, ELevage, PHEnotypage, DIstribution et Archivage d'organismes modèle). L’ICS est l'un des principaux pilotes de cette infrastructure nationale de recherche
- 2011 : naissance de l’infrastructure nationale PHENOMIN[3],[4] regroupant le Centre d'immunophénomique (Ciphe)[5], le Typage et Archivage d'Animaux Modèles (TAAM - UAR44 – CNRS)[6] et l’ICS. L’Institut clinique de la Souris prend le nom de PHENOMIN-ICS
- 2011 : début du projet international IMPC[7] (International Mouse Phenotyping Consortium). L’ICS est un des membres fondateurs de cet effort mondial visant à identifier la fonction de chaque gène codant une protéine dans le génome de la souris[8],[9].
- 2016 : alliance entre Charles River Laboratories et l’ICS pour la création de modèles précliniques pour l’ensemble de l’Europe[10]

## Certifications
- Depuis 2008 : labellisation IBISA[11]
- Depuis 2013 : labellisation ISO9001
- Depuis 2014 : labellisation NFX 50-900